# Eriklice, Kırklareli
Eriklice là một xã thuộc huyện Kırklareli, tỉnh Kırklareli, Thổ Nhĩ Kỳ. Dân số thời điểm năm 2011 là 195 người.